# Geltendorf
Geltendorf település Németországban, azon belül Bajorországban. Lakosainak száma 6005 fő (2023. december 31.).

## Népesség
A település népessége az elmúlt években az alábbi módon változott:
| Lakosok száma | 503  | 1264 | 3433 | 3850 | 5443 | 5444 | 5633 | 5645 | 5788 | 6005 |
|               | 1875 | 1950 | 1975 | 1987 | 2012 | 2014 | 2016 | 2017 | 2021 | 2023 |